# Šamušak Novšaher
Šamušak Novšaher (perz. شموشک نوشهر) je iranski nogometni klub iz grada Novšahera. 
Sudjelovao je u iranskoj prvoj ligi do sezone 2005/06., a nakon sezone 2011./12. završio je posljednji na ljestvici i ispao iz druge lige.
Klub je u privatnom vlasništvu i igra na Stadionu Šohadi.
Iako nije imao velikih igrača i rezultatskih uspjeha, klub je bio miljenikom svojih sugrađana i ulaznice za njegove utakmice redovito su rasprodane.

## Vanjske poveznice
- (engl.) Perzijska nogometna liga
- (engl.) Statistike iranske profesionalne lige